# Mayr-Melnhof Karton
Mayr-Melnhof Karton AG (abreviado MM Karton) es una empresa austríaca pública manufacturera de cartón y  cartoncillo cuya materia prima es el papel reciclado fundada en 1888. Esta empresa desde 1994 ha cotizado acciones en la Bolsa de Viena. 
MM Karton opera por medio de dos divisiones corporativas: la de Karton, encargada de la producción de cartón; y la de Packaging, encargada de la producción de cajas para embalaje.
En las subsidiarias de MM Karton de Austria, Alemania, Suiza, los Países Bajos y Eslovenia se producen anualmente 1,7 toneladas de cartón. Aunque la mayoría —un 87 %— del cartón producido utiliza papel reciclado como materia prima, el restante 13 % es elaborado a partir de papel nuevo. El cartón producido por esta empresa es distribuido a otras dedicadas a la industria alimentaria como la suiza Nestlé, la estadounidense Kellogg's, la italiana Barilla o la alemana Dr. Oetker. Buena parte del cartón producido proviene de una fábrica en la localidad austríaca de Frohnleiten, en la provincia de Estiria; la cual está establecida allí desde 1950.
En junio de 2008, MM Karton decidió cerrar una fábrica en la ciudad búlgara de Nikopol para buscar una estabilización en los precios de los productos; aunque poco después, en septiembre de 2008 adquirió en Esmirna (Turquía) a una manufacturera de cartón llamada Superpack.
Durante la crisis financiera de 2008, esta empresa sufrió una escasez de créditos por parte de los bancos, así como una caída en la demanda de cartón.